# 1ª Divisão 1950 (hockey su pista)
La 1ª Divisão 1950 è stata la 12ª edizione del torneo di primo livello del campionato portoghese di hockey su pista. Il titolo è stato conquistato dal Sintra per la seconda volta nella sua storia.

## Stagione

### Formula
La 1ª Divisão 1950 vide ai nastri di partenza diciannove club divisi in due gironi; ogni girone fu organizzato con un girone all'italiana, con gare di andata e ritorno. Erano assegnati tre punti per l'incontro vinto e due punti a testa per l'incontro pareggiato, mentre ne era attribuito uno solo per la sconfitta. Al termine della prima fase le prime tre squadre di ogni gruppo si qualificarono alla fase finale; la vincitrice venne proclamata campione del Portogallo.

## Prima fase

### Regional do Norte
|  | Pos. | Squadra           | Pt | G  | V | N | P | GF | GS | DR |
|  | ---- | ----------------- | -- | -- | - | - | - | -- | -- | -- |
|  | 1.   | Infante de Sagres | ?  | 16 |   |   |   |    |    |    |
|  | 2.   | Académica         | ?  | 16 |   |   |   |    |    |    |
|  | 3.   | Espinho           | ?  | 16 |   |   |   |    |    |    |
|  | ?.   | Carvalhos         | ?  | 16 |   |   |   |    |    |    |
|  | ?.   | Estrela           | ?  | 16 |   |   |   |    |    |    |
|  | ?.   | Paco de Rei       | ?  | 16 |   |   |   |    |    |    |
|  | ?.   | Sanjoanense       | ?  | 16 |   |   |   |    |    |    |
|  | ?.   | Escola Livre      | ?  | 16 |   |   |   |    |    |    |
|  | ?.   | SC Porto          | ?  | 16 |   |   |   |    |    |    |

Legenda:
  Qualificata alla fase finale.
      Retrocesse in 2ª Divisão 1951.
Note:
Tre punti a vittoria, due a pareggio, uno a sconfitta.

### Regional do Sul
|  | Pos. | Squadra          | Pt | G  | V  | N | P  | GF  | GS  | DR   |
|  | ---- | ---------------- | -- | -- | -- | - | -- | --- | --- | ---- |
|  | 1.   | Sintra           | 49 | 18 | 15 | 1 | 2  | 113 | 44  | +69  |
|  | 2.   | Paço de Arcos    | 47 | 18 | 14 | 1 | 3  | 126 | 40  | +86  |
|  | 3.   | Benfica          | 45 | 18 | 13 | 1 | 4  | 96  | 49  | +47  |
|  | 4.   | Campo de Ourique | 40 | 18 | 10 | 2 | 6  | 77  | 62  | +15  |
|  | 5.   | CF Benfica       | 40 | 18 | 10 | 2 | 6  | 83  | 54  | +29  |
|  | 6.   | Sporting Oeiras  | 38 | 18 | 9  | 3 | 7  | 76  | 62  | +14  |
|  | 7.   | Amadora          | 32 | 18 | 6  | 2 | 10 | 63  | 107 | -44  |
|  | 8.   | Cascais          | 26 | 18 | 4  | 0 | 14 | 46  | 93  | -47  |
|  | 9.   | Parede           | 23 | 18 | 3  | 0 | 14 | 39  | 92  | -53  |
|  | 10.  | Ateneu Comercial | 18 | 18 | 0  | 0 | 18 | 25  | 141 | -116 |

Legenda:
  Qualificata alla fase finale.
      Retrocesse in 2ª Divisão 1951.
Note:
Tre punti a vittoria, due a pareggio, uno a sconfitta.

## Fase finale
|  | Pos. | Squadra           | Pt | G  | V | N | P  | GF | GS | DR  |
|  | ---- | ----------------- | -- | -- | - | - | -- | -- | -- | --- |
|  | 1.   | Sintra            | 26 | 10 | 8 | 0 | 2  | 47 | 19 | +28 |
|  | 2.   | Paço de Arcos     | 23 | 10 | 5 | 3 | 2  | 33 | 23 | +10 |
|  | 3.   | Benfica           | 22 | 10 | 6 | 0 | 4  | 38 | 30 | +8  |
|  | 4.   | Infante de Sagres | 21 | 10 | 4 | 3 | 3  | 31 | 29 | +2  |
|  | 5.   | Académica         | 18 | 10 | 3 | 2 | 5  | 28 | 40 | -12 |
|  | 6.   | Espinho           | 10 | 10 | 0 | 0 | 10 | 11 | 47 | -36 |

Legenda:
      Campione del Portogallo.
Note:
Tre punti a vittoria, due a pareggio, uno a sconfitta.